# El Caracol

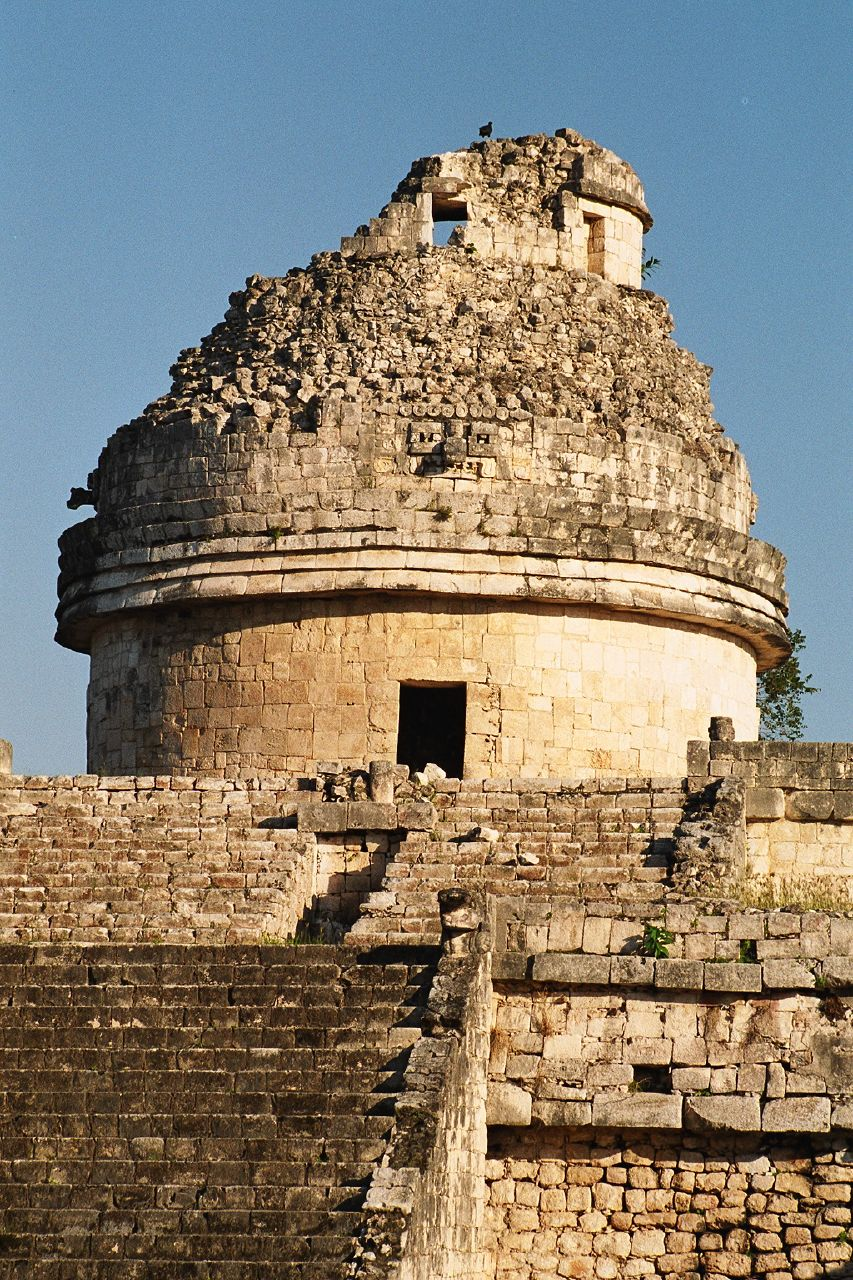
El Caracol

El Caracol, ook wel Het Slakkenhuis genoemd, is een sterrenwacht op de archeologische site van Chichén Itzá van de Maya’s, op het schiereiland  Yucatán in Mexico. Het was een voorloper van het huidige observatorium.